# Opuntia eichlamii
Opuntia eichlamii ist eine Pflanzenart in der Gattung der Opuntien (Opuntia) aus der Familie der Kakteengewächse (Cactaceae). Das Artepitheton eichlamii ehrt den deutschen Kakteensammler Friedrich Eichlam.

## Beschreibung
Opuntia eichlamii wächst baumförmig mit mehrheitlich aufrechten Zweigen und erreicht Wuchshöhen von 5 bis 6 Meter. Die meist glauken, kreisrunden bis verkehrt eiförmigen Triebabschnitte sind 15 bis 20 Zentimeter lang. Die kleinen Areolen stehen 3 bis 3,5 Zentimeter voneinander entfernt. Die Glochiden sind braun. Von den vier bis sechs  ungleichen, ausgebreiteten, gelben, im Alter vergrauenden Dornen sind einige abgeflacht. Sie sind bis zu 2 Zentimeter lang.
Die karminroten Blüten weisen eine Länge von bis zu 3,5 Zentimeter auf. Die gehöckerten, nicht essbaren Früchte sind bis zu 4 Zentimeter lang.

## Verbreitung und Systematik
Opuntia eichlamii ist im mexikanischen Bundesstaat Chiapas sowie in Guatemala, Honduras und Nicaragua  verbreitet.
Die Erstbeschreibung erfolgte 1911 durch Joseph Nelson Rose.

## Nachweise